# بيتر سوتمان
بيتر سوتمان Pieter Soutman (حوالي 1593 أو 1601 - ومات في 16 أغسطس 1657)  رسام هولندي من مدينة هارلم، ينتمي إلى العصر الذهبي الهولندي.

## حياته
ولد سوتمان وتوفي في هارلم، حيث كان معاصرًا لـ فرانس هالس وهندريك جيريتس بوت وبيتر كلايسز، ويبدو أنه تأثر بالثلاثة، مع الأخذ في الاعتبار السمات المختلفة للوحاته.
وكان الأصغر بين ستة أطفال لأب كاثوليكي ثري، يملك مصنع بيرة في هارلم اسمه دي فيريلت De Werelt. ودرس الرسم مع بيتر بول روبنس في أنتويرب. ولا بد أنه كان ناجحًا، لأن صموئيل أمبسينج ذكره في قصيدته عن هارلم. ووصفه روبنس بأنه رسام ممتاز، ربما خلال زيارة الأمير فلاديسلاف فاسا إلى أنتويرب في عام 1624.
وفي نفس العام سافر إلى بولندا، حيث تم تعيينه رساما للبلاط الملكي. وكان سوتمان يعمل كخادم للملك سييسموند فاسا حتى عام 1628، عندما عاد إلى هارلم.
أصبح سوتمان رسام بورتريه محترم في هارلم وفاز بالعديد من العقود لرسم لو حات جماعية مربحة، منها "لوحة الحرس المدني" في 1642.

## إرثه
إحدى صوره التي رسمها لعائلة بيريشتاين بيعت لاحقًا باسم فرانز هانس إلى متحف اللوفر في ستينيات القرن التاسع عشر، ولم يكن هذ الخطأ بسبب عملية خداع، بل بسبب جهل البائع. واعتبر هذا البيع فضيحة في الصحافة الهولندية في ذلك الوقت، وكتب كونراد بوسكين هويت أنه يجب على الحكومة الاحتفاظ بهذا الكنز الوطني في البلاد.

وأعمال سوتمان معلقة اليوم في العديد من المتاحف، وفي منزل تن بوس في لاهاي. وكان من تلاميذه كورنيليس فيش، وجاكوب لويس، وبيتر فان سومبل.

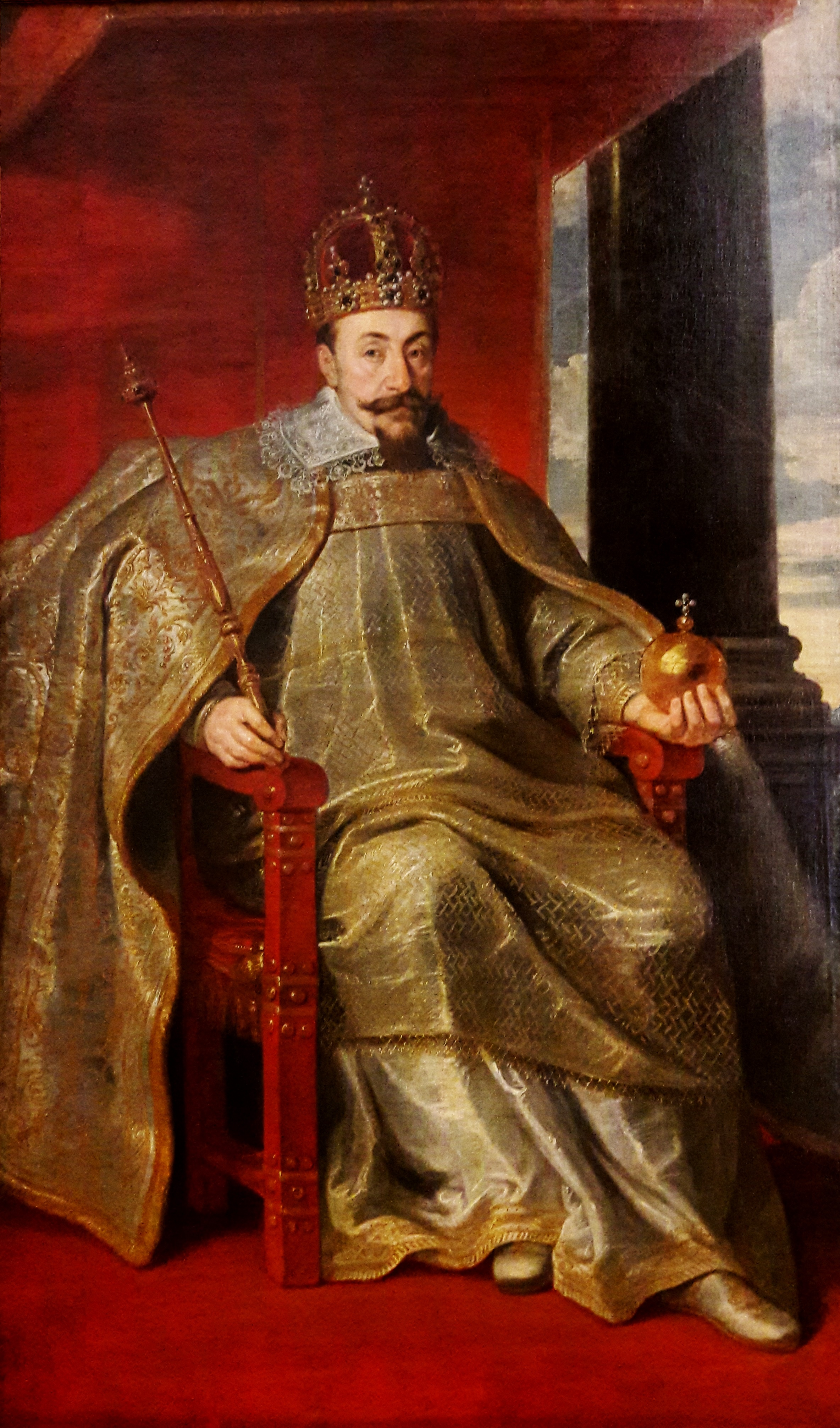
صورة لسييسموند الثالث ملك بولندا في ثياب التتويج، 1626
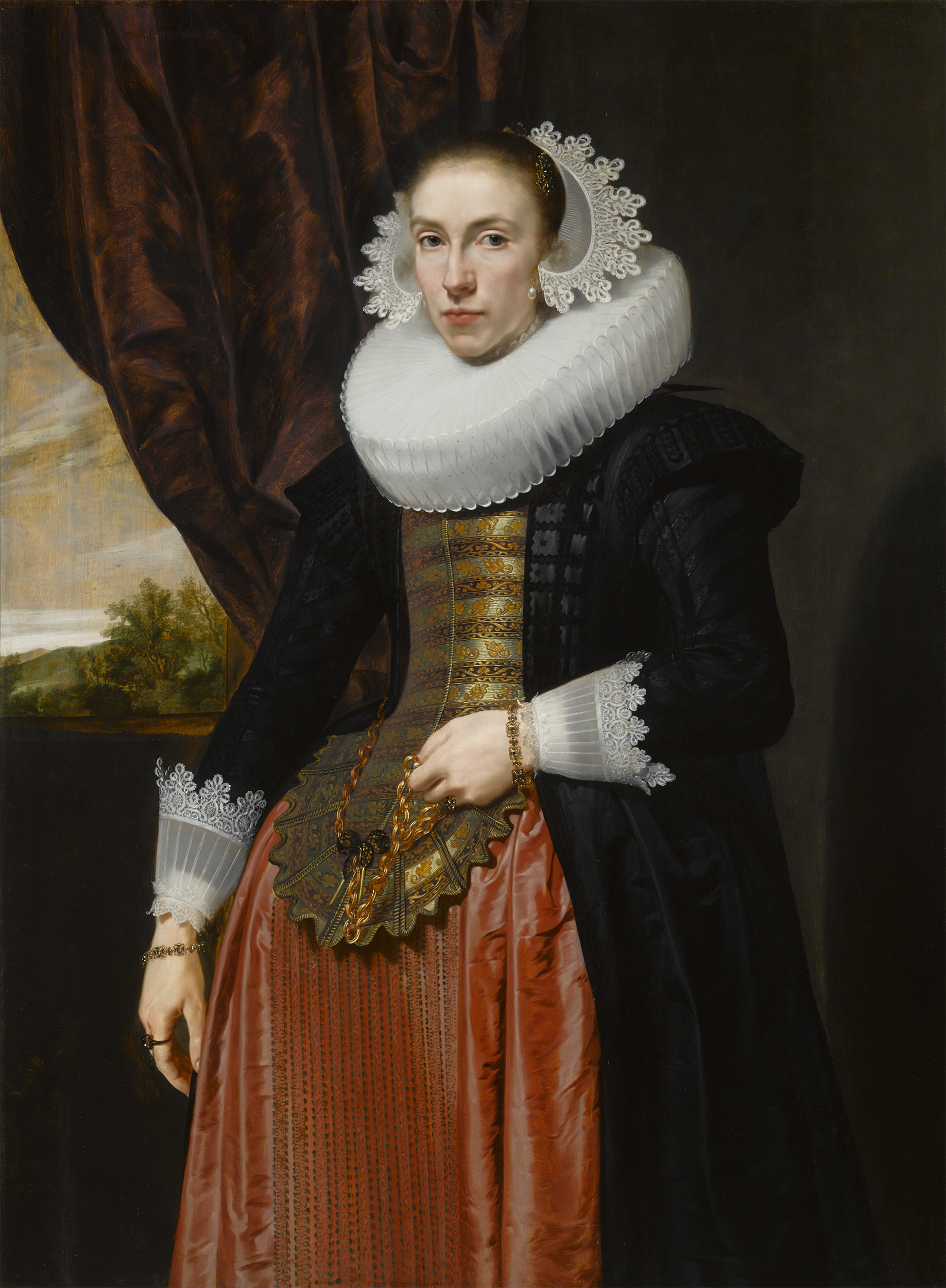
صورة لزوجة ألكسندر فان كابيلين، 1626
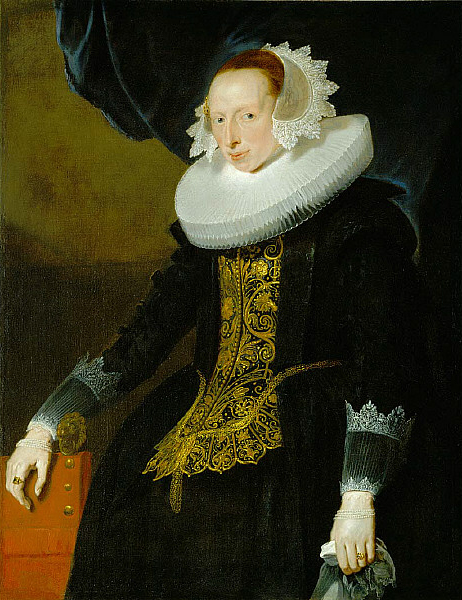
صورة لامرأة مجهولة، 1630
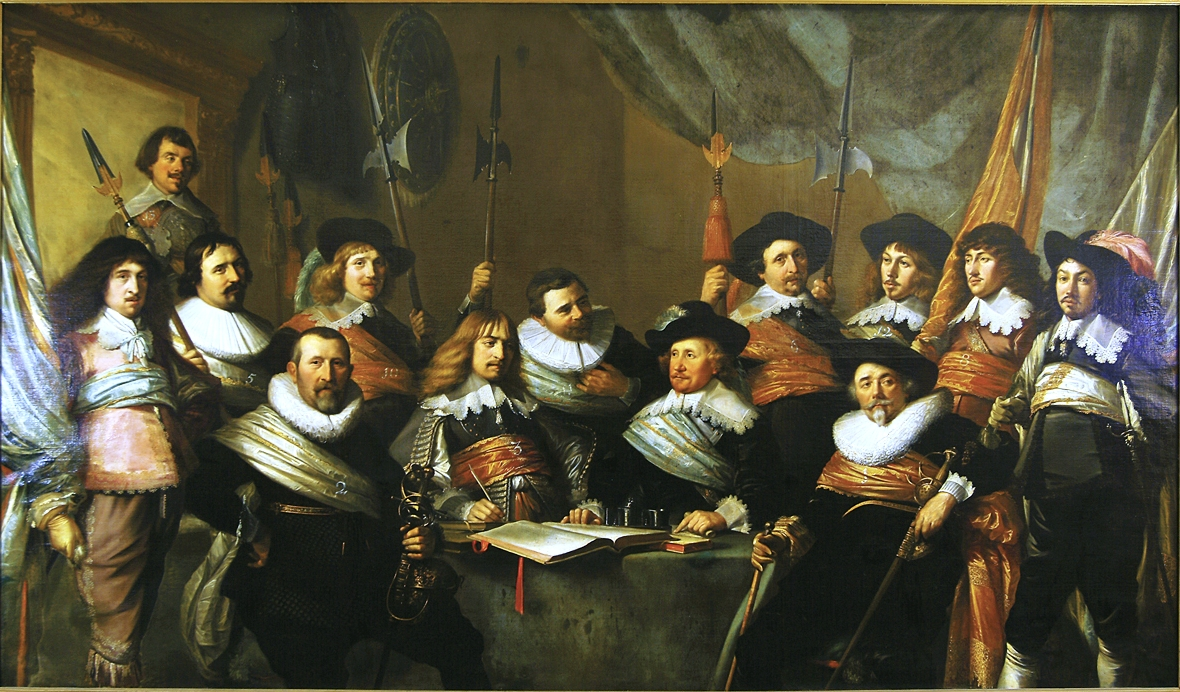
الحرس المدني (شوترستوك) في هارلم، 1642